# Oleksiy Symonenko
Oleksiy Symonenko  est un avocat et procureur ukrainien, le 17 juillet 2022, il est élu par la Verkhovna Rada procureur général d'Ukraine, en remplacement de Iryna Venediktova. 

## Biographie
Il fit ses études de droit à l' université de droit Yaroslav Moudryi de Kharkiv

### Procureur
Il fut chargé de dossier contre Serhii Sternenko, des meurtres de Kateryna Handziouk et Pavel Cheremet.

### Procureur général
Le 17 juillet 2022, il tint le poste de procureur général jusqu'à la nomination de Andriy Kostine.